# Catocala hiseri
Catocala hiseri är en fjärilsart som beskrevs av Samuel E. Cassino 1918. Catocala hiseri ingår i släktet Catocala och familjen nattflyn. Inga underarter finns listade i Catalogue of Life.